# William Yarrell
William Yarrell (London, 1784. június 3. – Great Yarmouth, 1856. szeptember 1.) brit zoológus, termékeny szerző, könyvkereskedő és természetbúvár, akit a kortársai különösen nagyra becsültek precíz tudományos munkájáért. Zoológiai szakmunkákban nevének rövidítése: „Yarrell”.
Yarrell leginkább a Nagy-Britannia halfaunájáról írott két kötetes műve, a The History of British Fishes (1836), illetve a szigetország madárvilágáról kiadott, 564 eredeti metszetet tartalmazó, három kötetes History of British Birds (1843) szerzőjeként ismert. Ez utóbbi számos kiadást ért meg, és több generációk számára is alapműnek számított. Yarrell írta le először a kis hattyút, 1830-ban, elsőként megkülönböztetve a nagyobb termetű énekes hattyútől.

## Ifjúkora
Yarrell London Westminster városrészében született, Francis Yarrell fiaként. Apja és nagybátyja egy hírlapügynökséget és egy könyvkereskedést vezettek. Iskolai tanulmányait Ealingben kezdte, apját tízévesen vesztette el. 1802-ben banki hivatalnoknak állt, majd a következő évben, unokafivérével együtt csatlakozott néhai apja vállalkozásához. Az üzleti ügyeket azonban gyakran az unokatestvérére hagyta, helyette inkább horgászni és vadászni ment. Hamar ismertséget szerzett, mint London legjobb lövője és legjobb horgásza, és rövidesen elismert szakértőként tekintettek rá természetbúvári minőségében is. Számos madarat küldött Thomas Bewicknek, aki fametszeteket készített róluk.

## Pályája

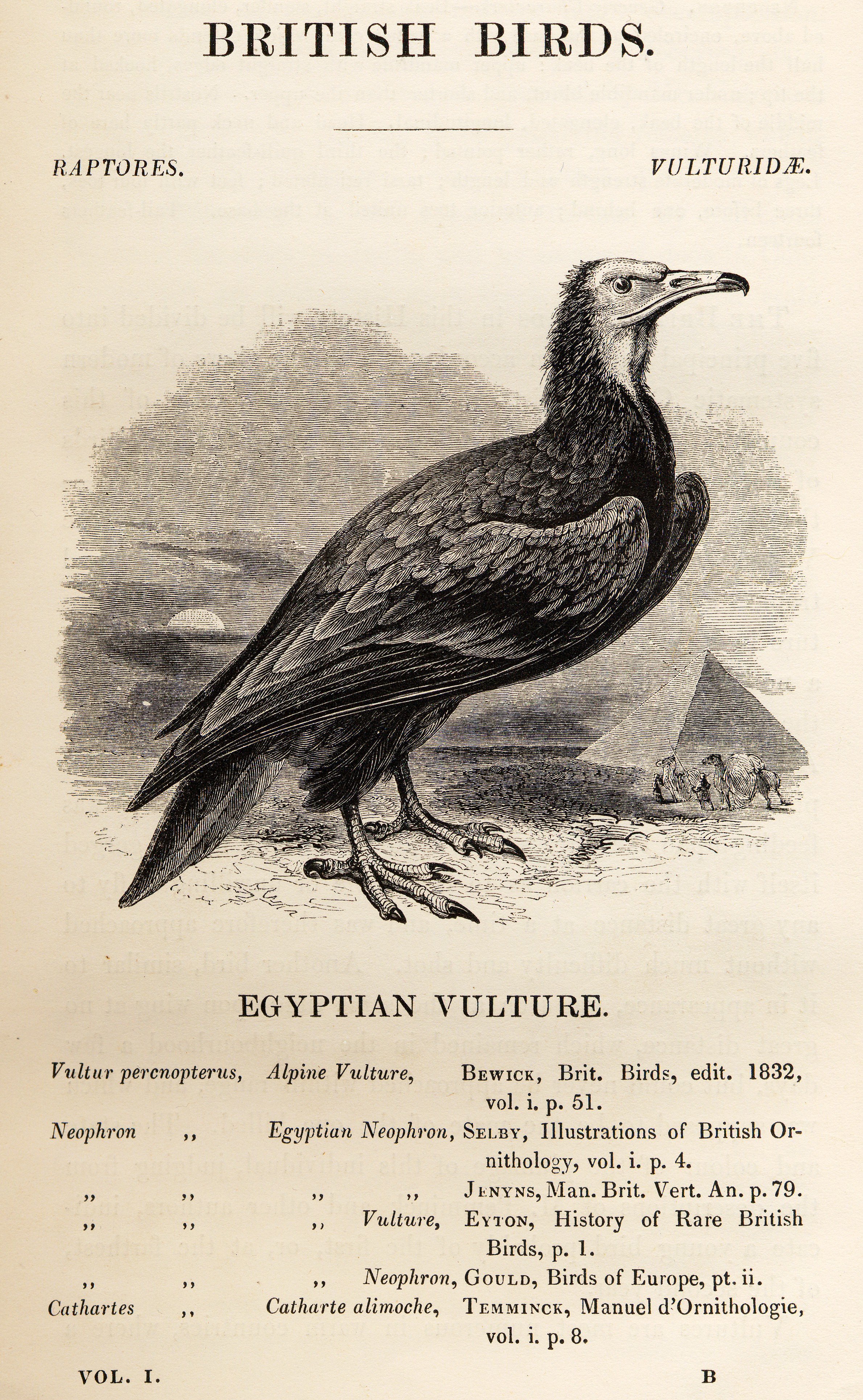
Dögkeselyű Yarrell A History of British Birds című könyvéből

1817-ben csatlakozott a Brit Királyi Intézethez, néhány év múltán pedig megjelentette első publikációját, a Brit-szigetek ritka madárfajairól (On the Occurrence of some Rare British Birds, 1825). Írása a 'Zoological Journal' második kötetében jelent meg, később pedig ő lett a folyóirat egyik szerkesztője is. A tanulmány megjelenésének évében taggá választották a Linné Társaságban is. 1827-ben újabb tanulmányokat jelentetett meg a madarak légzőrendszeréről, illetve a fácánok tollazatának variációiról. 1825-től rendszeres levelezést folytatott, illetve gyűjtött példányokat is cserélt több más természetkutatóval, többek között Thomas Bewickkel, Sir William Jardine-nel, Prideaux John Selbyvel és Nicholas Aylward Vigorsszal, nem is szólva Jonathan Couch cornwalli természetbúvárral, aki igen sok példánnyal (főleg halakkal) látta el.
Yarrell a Londoni Állattani Társaság egyik alapító tagja is volt, 1833-ban pedig életre hívta azt a tudományos kört, amelyből később a Londoni Királyi Rovartani Társaság jött létre. John James Audubon nemcsak nagyrabecsült barátként ismerte el, de nagyra becsülte azokért az értékes madárpéldányokért és madártojásokért, amelyeket az embernemjárta északi területekről gyűjtött. Hosszú éveken keresztül volt a Rovartani Társaság és a Linné Társaság kincstárnoka.

## Munkái
Yarrell fő művei a Nagy-Britannia halairól 1836-ban megjelentetett A History of British Fishes. illetve a Brit-szigetek madárfaunáját áttekintő A History of British Birds (1843). Ez utóbbi címe egyébként azonos volt annak a könyvnek a címével, amelyet Thomas Bewick jelentetett meg 1797–1804-ben, de a benne található metszetek teljesen mások voltak.
Madaraskönyve először 37, 3-3 íves részben jelent meg, az első rész 1837 júliusában, az utolsó 1843-ban. Az ívekből később két kötetet szerkesztettek, kiegészítve a Nagy-Britanniában ritka vagy újonnan észlelt madárfajok előfordulásaival. Ezekről az utólag hozzáadott fajokről külön lista és leírás készült, ábráik pedig úgy lettek elkészítve, hogy a könyvkötő be tudja illeszteni ezeket a különálló lapokat a megfelelő nemzetségekhez."
A kiadvány illusztrációinak túlnyomó többségét Alexander Fussell készítette, néhány illusztráció készítője nincs nevesítve.
Kiadása idején Yarrell művét tudományosan és művészileg is a legjobb elérhető madártani kiadványnak tekintették, ahogy ezt Alfred Newton professzor le is írta az 1871-es kiadásban, amelyből elhagyták Yarrell eredeti bevezetőjét és a közreműködő művészek névsorát. Yarrell könyvei olyan népszerűek voltak, hogy a kiadó mintegy 4,000 fontnyi bevételhez jutott csak ezekből a kiadványokból. Thomas R. Forbes, Yarrellről írt életrajzában azt írta, hogy madaraskönyvének minden kiadása kiemelkedő színvonalat képviselt a szerző tiszta, narratív stílusa, pontossága, alapos tudományossága és szerény bája folytán."
Yarrell utolsó kiadványa, amit A nemi szerveknek a külső megjelenést módosító hatásáról ("On the Influence of the Sexual Organ in Modifying External Character") címmel jelentetett meg 1856-ban, leírt egy kísérletet, amely igazolta annak a hiedelemnek a valótlanságát, mely szerint ha egy szarvasbikának hiányzik, vagy nem egészséges az egyik heréje, nem fog agancsa fejlődni testének azon az oldalán.

## Emlékezete
Yarrell egy túrán vesztette életét Great Yarmouthban, tisztelői a Piccadillyn, a Szent Jakab templomban emeltek emlékművet a tiszteletére. A hertfordshire-i Bayford templomkertjében temették el, sírján az általa választott sírfelirat olvasható: "Túléló volt 12 fivér és nővér közül, akik szüleikkel együtt mind e hely közelében nyugszanak", valamint egy idézet William Wordsworth-től: "First and last, The earliest summon'd and the longest spared – Are here deposited." (Az első és az utolsó. A legkorábban hívatott és a legtovább megkímélt – ehelyt fekszenek.)
Nevét számos állatfaj neve őrzi, mint például a Carduelis yarrellii nevű dél-amerikai pintyfaj, a chilei erdőcsillag nevű kolibrifaj (Eulidia yarrellii), vagy a Chirolophis ascanii nevű nyálkáshal-faj angol neve (Yarrell's blenny). Ugyancsak az ő nevét őrzi a barázdabillegető brit alfajának tudományos neve (Motacilla alba yarrellii).

## Publikációi
- Observations on the Tracheae of Birds, with Descriptions and Representations of several not hitherto figured – Linn. Trans. 1827, 15. 378.
- Description of a species of Tringa, killed in Cambridgeshire, new to England and Europe – Linn. Trans. 16. 109.
- On the Organs of Voice in Birds – Linn. Trans. 16. 305.
- On a new species of Wild Swan, taken in England, and hitherto confounded with the Hooper – Linn. Trans. 16. 445.
- Description of the Organs of Voice in a new species of Wild Swan (Cygnus buccinator, Richards) – Linn. Trans. 17.
- Descriptions of Three British Species of Freshwater Fishes, belonging to the genus Leuciscus of Klein – Linn. Trans. 17. 5.
- On the Habits and Structure of the Great Bustard (Otis tarda of Linnaeus) – Linn. Trans. 21. 155.
- Notice of an Interwoven Mass of Filaments of Conferva fluviatilis of extraordinary size – Proc. Linn. Soc. 1. 65.
- On the Influence of the Sexual Organ in modifying External Character – Journ. Linn. Soc. 1857, 1. 76–82.
- On the Growth of the Salmon in Freshwater, with six coloured illustrations of the fish of the natural size. Oblong Folio. van Voorst, London, 1839

## Fordítás
- Ez a szócikk részben vagy egészben  a   William Yarrell című angol Wikipédia-szócikk fordításán alapul.  Az eredeti cikk szerkesztőit annak laptörténete sorolja fel. Ez a jelzés csupán a megfogalmazás eredetét és a szerzői jogokat jelzi, nem szolgál a cikkben szereplő információk forrásmegjelöléseként.